# Prosopocoilus gertrudae
Prosopocoilus gertrudae là một loài bọ cánh cứng trong họ Lucanidae. Loài này được Arnaud & Lacroix mô tả khoa học năm 1991.